# Les Champs-de-Losque
Les Champs-de-Losque település Franciaországban, Manche megyében. Lakosainak száma 201 fő (2018. január 1.). Les Champs-de-Losque Le Hommet-d’Arthenay, La Chapelle-en-Juger, Le Mesnil-Eury, Remilly-sur-Lozon, Tribehou és Pont-Hébert községekkel határos.

## Népesség
A település népességének változása:
| Lakosok száma | 272  | 200  | 209  | 195  | 205  | 192  | 183  | 185  | 196  | 201  |
|               | 1968 | 1975 | 1982 | 1990 | 1999 | 2011 | 2013 | 2015 | 2017 | 2018 |